# ولیکی شوشنجر
ولیکی شوشنجر (به لاتین: Veliki Šušnjar) یک زیستگاه انسانی در کرواسی است.

## خصوصیات
ولیکی شوشنجر ۱۰۸ نفر جمعیت دارد.